# Società Sportiva Calcio Napoli 1965-1966
Questa voce raccoglie le informazioni riguardanti la Società Sportiva Calcio Napoli nelle competizioni ufficiali della stagione 1965-1966.

## Stagione
Tornato in Serie A, il Napoli allenato da Bruno Pesaola effettuò due importanti colpi di mercato nel reparto avanzato: i due oriundi José Altafini e Omar Sívori, provenienti da Milan e Juventus rispettivamente. Sull'onda dell'entusiasmo i partenopei disputarono un campionato di alto livello, impreziosito dalle vittorie interne contro Inter (3-1), Juventus (1-0) e Milan (1-0), tutte firmate dai gol di Altafini e Sívori. Il Napoli chiuse la stagione al terzo posto con 45 punti alle spalle di Inter e Bologna e a -1 dal secondo posto di quest'ultimo. Vinse, inoltre, il suo primo trofeo internazionale, la Coppa delle Alpi davanti alla Juventus, vincendo tutte le partite, con anche una sconfitta a tavolino dei bianconeri all'ultima partita dopo che avevano abbandonato in anticipo il campo. Invece, in Coppa Italia, dopo aver sconfitto il Trani al primo turno, viene eliminato dal Catanzaro in Serie B, che poi avrebbe raggiunto la finale.

## Divise
| Prima | Prima | Seconda | Seconda | Portiere | Portiere |

## Organigramma societario
Area direttiva
- Presidente: Roberto Fiore

Area tecnica
- Allenatore: Bruno Pesaola

## Rosa
| N. |                   | Ruolo | Calciatore                  |
| -- | ----------------- | ----- | --------------------------- |
|    | Italia (bandiera) | P     | Claudio Bandoni             |
|    | Italia (bandiera) | P     | Pacifico Cuman              |
|    | Italia (bandiera) | D     | Pietro Adorni               |
|    | Italia (bandiera) | D     | Mauro Gatti                 |
|    | Italia (bandiera) | D     | Dolo Mistone                |
|    | Italia (bandiera) | D     | Stelio Nardin               |
|    | Italia (bandiera) | D     | Dino Panzanato              |
|    | Italia (bandiera) | D     | Pierluigi Ronzon (capitano) |
|    | Italia (bandiera) | D     | Amedeo Stenti               |
|    | Italia (bandiera) | D     | Mario Zurlini               |
|    | Italia (bandiera) | C     | Giovanni Bolzoni            |

| N. |                      | Ruolo | Calciatore          |
| -- | -------------------- | ----- | ------------------- |
|    | Italia (bandiera)    | C     | Flavio Emoli        |
|    | Italia (bandiera)    | C     | Antonio Girardo     |
|    | Italia (bandiera)    | C     | Antonio Juliano     |
|    | Italia (bandiera)    | C     | Vincenzo Montefusco |
|    | Italia (bandiera)    | A     | José Altafini       |
|    | Italia (bandiera)    | A     | Gastone Bean        |
|    | Brasile (bandiera)   | A     | Cané                |
|    | Italia (bandiera)    | A     | Guido Postiglione   |
|    | Italia (bandiera)    | A     | Omar Sívori         |
|    | Argentina (bandiera) | A     | Juan Carlos Tacchi  |

## Calciomercato
| Acquisti | Acquisti      | Acquisti | Acquisti   |
| R.       | Nome          | da       | Modalità   |
| -------- | ------------- | -------- | ---------- |
| A        | José Altafini | Milan    | definitivo |
| A        | Omar Sívori   | Juventus | definitivo |

| Cessioni | Cessioni         | Cessioni | Cessioni   |
| R.       | Nome             | a        | Modalità   |
| -------- | ---------------- | -------- | ---------- |
| A        | Giovanni Fanello | Catania  | prestito   |
| A        | Angelo Spanio    | Roma     | definitivo |

## Risultati

### Serie A

#### Girone di andata
| Arbitro: | Motta (Monza) |

|                                        |           |                         |
| Cané 37’ (rig.), 58’, 72’ Altafini 79’ | Marcatori | 44’ Capello 49’ Bagnoli |

| Arbitro: | Di Tonno (Lecce) |

|                                |           |  |
| Cané 22’ Altafini 26’ Cané 47’ | Marcatori |  |

| Torino 19 settembre 1965 3ª giornata | Juventus         | 0 – 0 | Napoli | Stadio Comunale\| Arbitro: \| Sbardella (Roma) \| |
| Arbitro:                             | Sbardella (Roma) |       |        |                                                   |

| Arbitro: | De Marchi (Pordenone) |

|  |           |          |
|  | Marcatori | Altafini |

| Arbitro: | Genel (Trieste) |

|          |           |  |
| Bean 17’ | Marcatori |  |

| Arbitro: | Monti (Ancona) |

|                                                 |           |              |
| Panzanato 3’ (aut.) Rivera 12’, 57’ Noletti 84’ | Marcatori | 62’ Altafini |

| Arbitro: | Francescon (Padova) |

|                                                                     |           |          |
| Altafini 6’ Gardoni 10’ (aut.) Altafini 38’ Sivori 83’ Altafini 89’ | Marcatori | 63’ Nova |

| Roma 24 ottobre 1965 8ª giornata | Roma            | 0 – 0 | Napoli | Stadio Olimpico\| Arbitro: \| Genel (Trieste) \| |
| Arbitro:                         | Genel (Trieste) |       |        |                                                  |

| Napoli 14 novembre 1965 9ª giornata | Napoli           | 0 – 0 | Torino | Stadio San Paolo\| Arbitro: \| Sbardella (Roma) \| |
| Arbitro:                            | Sbardella (Roma) |       |        |                                                    |

| Arbitro: | D'Agostini (Roma) |

|  |           |             |
|  | Marcatori | Girardo 89’ |

| Arbitro: | Pieroni (Roma) |

|                                                   |           |                  |
| Tiberi 8’ (aut.) Sivori 41’ Altafini 49’ Cané 71’ | Marcatori | 63’, 75’ Vinicio |

| Arbitro: | Di Tonno (Lecce) |

|                         |           |                         |
| Altafini 78’ Sivori 82’ | Marcatori | 66’ Gioia 85’ Andersson |

| Firenze 19 dicembre 1965 13ª giornata | Fiorentina        | 0 – 0 | Napoli | Stadio Comunale\| Arbitro: \| Roversi (Bologna) \| |
| Arbitro:                              | Roversi (Bologna) |       |        |                                                    |

| Arbitro: | Genel (Trieste) |

|                       |           |          |
| Ciccolo 21’ Renna 29’ | Marcatori | 89’ Bean |

| Arbitro: | Gonella (Torino) |

|                                    |           |  |
| Bean 2’ (rig.) Altafini 71’ (rig.) | Marcatori |  |

| Arbitro: | Di Tonno (Lecce) |

|                           |           |                          |
| Juliano 24’ Panzanato 79’ | Marcatori | 15’ Frustalupi 52’ Salvi |

| Milano 16 gennaio 1966 17ª giornata | Inter                 | 0 – 0 | Napoli | Stadio San Siro\| Arbitro: \| De Marchi (Pordenone) \| |
| Arbitro:                            | De Marchi (Pordenone) |       |        |                                                        |

#### Girone di ritorno
| Arbitro: | Gonella (Torino) |

|               |           |                      |
| Innocenti 80’ | Marcatori | 25’, 30’ (rig.) Cané |

| Catania 30 gennaio 1966 19ª giornata | Catania           | 0 – 0 | Napoli | Stadio Cibali\| Arbitro: \| D'Agostini (Roma) \| |
| Arbitro:                             | D'Agostini (Roma) |       |        |                                                  |

| Arbitro: | Sbardella (Roma) |

|              |           |  |
| Altafini 24’ | Marcatori |  |

| Arbitro: | Monti (Ancona) |

|          |           |             |
| Cané 46’ | Marcatori | 28’ Nielsen |

| Brescia 20 febbraio 1966 22ª giornata | Brescia             | 0 – 0 | Napoli | Stadio Mario Rigamonti\| Arbitro: \| Lo Bello (Siracusa) \| |
| Arbitro:                              | Lo Bello (Siracusa) |       |        |                                                             |

| Arbitro: | D'Agostini (Roma) |

|            |           |  |
| Sivori 88’ | Marcatori |  |

| Arbitro: | De Marchi (Pordenone) |

|              |           |  |
| Hitchens 69’ | Marcatori |  |

| Arbitro: | Lo Bello (Siracusa) |

|          |           |  |
| Cané 82’ | Marcatori |  |

| Arbitro: | Sbardella (Roma) |

|            |           |              |
| Schutz 68’ | Marcatori | 71’ Altafini |

| Arbitro: | Bernardis (Trieste) |

|           |           |  |
| Gatti 68’ | Marcatori |  |

| Arbitro: | Monti (Ancona) |

|            |           |             |
| Vinicio 6’ | Marcatori | 53’ Demarco |

| Arbitro: | Varazzani (Parma) |

|  |           |                      |
|  | Marcatori | 66’ Girardo 78’ Cané |

| Arbitro: | Francescon (Padova) |

|  |           |                                          |
|  | Marcatori | 42’ Bertini 60’, 85’ Brugnera 88’ Hamrin |

| Arbitro: | Gonella (Torino) |

|                     |           |  |
| Cané 26’ Sivori 47’ | Marcatori |  |

| Arbitro: | Di Tonno (Lecce) |

|  |           |                |
|  | Marcatori | 2’, 24’ Sivori |

| Arbitro: | Angonese (Mestre) |

|             |           |  |
| Cristin 71’ | Marcatori |  |

| Arbitro: | Sbardella (Roma) |

|                               |           |                      |
| Altafini 54’, 82’ Juliano 55’ | Marcatori | 81’ (aut.) Panzanato |

### Coppa Italia
| Arbitro: | Francescon (Padova) |

|             |           |                         |
| Vanzini 41’ | Marcatori | 7’ Juliano 78’ Altafini |

| Arbitro: | Marchiori (Padova) |

|  |           |         |
|  | Marcatori | 70’ Bui |

## Statistiche
Statistiche aggiornate al 22 maggio 1966.

### Statistiche di squadra
| Competizione | Punti | In casa | In casa | In casa | In casa | In casa | In casa | In trasferta | In trasferta | In trasferta | In trasferta | In trasferta | In trasferta | Totale | Totale | Totale | Totale | Totale | Totale | DR  |
| Competizione | Punti | G       | V       | N       | P       | Gf      | Gs      | G            | V            | N            | P            | Gf           | Gs           | G      | V      | N      | P      | Gf     | Gs     | DR  |
| ------------ | ----- | ------- | ------- | ------- | ------- | ------- | ------- | ------------ | ------------ | ------------ | ------------ | ------------ | ------------ | ------ | ------ | ------ | ------ | ------ | ------ | --- |
| Serie A      | 45    | 17      | 12      | 4       | 1       | 33      | 15      | 17           | 5            | 7            | 5            | 11           | 12           | 34     | 17     | 11     | 6      | 44     | 27     | +17 |
| Coppa Italia | 2     | 1       | 0       | 0       | 1       | 0       | 1       | 1            | 1            | 0            | 0            | 2            | 1            | 2      | 1      | 0      | 1      | 2      | 2      | 0   |
| Totale       | 47    | 18      | 12      | 4       | 2       | 33      | 16      | 18           | 6            | 7            | 5            | 13           | 13           | 36     | 18     | 11     | 7      | 46     | 29     | +17 |

### Statistiche dei giocatori
| Giocatore      | Serie A  | Serie A | Coppa Italia | Coppa Italia | Totale   | Totale |
| Giocatore      | Presenze | Reti    | Presenze     | Reti         | Presenze | Reti   |
| -------------- | -------- | ------- | ------------ | ------------ | -------- | ------ |
| P. Adorni      | 5        | 0       | 2            | 0            | 7        | 0      |
| J. Altafini    | 34       | 14      | 2            | 1            | 36       | 15     |
| C. Bandoni     | 34       | -27     | 1            | -1           | 35       | -28    |
| G. Bean        | 17       | 3       | 1            | 0            | 18       | 3      |
| G. Bolzoni     | 4        | 0       | 1            | 0            | 5        | 0      |
| Cané           | 31       | 12      | -            | -            | 31       | 12     |
| P. Cuman       | -        | -       | 1            | -1           | 1        | -1     |
| F. Emoli       | 14       | 0       | 1            | 0            | 15       | 0      |
| M. Gatti       | 9        | 1       | -            | -            | 9        | 1      |
| A. Girardo     | 33       | 2       | 1            | 0            | 34       | 2      |
| A. Juliano     | 33       | 2       | 2            | 1            | 35       | 3      |
| V. Montefusco  | 13       | 0       | 2            | 0            | 15       | 0      |
| S. Nardin      | 28       | 0       | 2            | 0            | 30       | 0      |
| D. Panzanato   | 34       | 1       | 2            | 0            | 36       | 1      |
| G. Postiglione | 6        | 0       | -            | -            | 6        | 0      |
| P. Ronzon      | 25       | 0       | 2            | 0            | 27       | 0      |
| O. Sivori      | 33       | 7       | 1            | 0            | 34       | 7      |
| A. Spanio      | -        | -       | 1            | 0            | 1        | 0      |
| A. Stenti      | 18       | 0       | -            | -            | 18       | 0      |
| J.C. Tacchi    | 3        | 0       | -            | -            | 3        | 0      |